# Saint-Symphorien-sur-Coise
Saint-Symphorien-sur-Coise är en kommun i departementet Rhône i regionen Auvergne-Rhône-Alpes i östra Frankrike. Kommunen ligger i kantonen Saint-Symphorien-sur-Coise som tillhör arrondissementet Lyon. År 2022 hade Saint-Symphorien-sur-Coise 3 749 invånare.

## Befolkningsutveckling
Antalet invånare i kommunen Saint-Symphorien-sur-Coise
| Referens: INSEE |